# Индия на зимних Олимпийских играх 1968
Индия принимала участие в Зимних Олимпийских играх 1968 года в Гренобле (Франция) во второй раз за свою историю, но не завоевала ни одной медали.
Единственным представителем Индии был во второй раз горнолыжник Иеремия Буяковский, участвовавший в соревнованиях по скоростному спуску (53 место) и гигантскому слалому (65 место).